# I 리가
I 리가(I liga)는 폴란드 남자 축구 리그의 2부 리그로, 엑스트라클라사 이하의 리그이다. 1948년 5월 30일부터 폴란드 축구 협회(PZPN)에 의해 운영되고 있다. 2008년 2부 리그(II 리가)에서 1부 리그(I 리가)로 명칭이 변경되었다. 현재 18개 팀이 참가하고 있으며, 2002년부터 모든 클럽이 협회에서 발급한 라이선스를 가지고 있어야 한다.
1939년 이전에, 제 2의 국가 수준의 폴란드 축구 시스템을 만들기 위한 여러 계획들이 있었지만 모두 실패했다. 대신에, 대부분의 폴란드 지방의 지역 리그, 소위 A 클래스가 있었다.